# Раца Дмитро Миколайович
Дмитро Миколайович Раца (народився 14 березня 1937 року) — український хірург. Кандидат медичних наук (1973). Заслужений лікар України (1980).

## Біографічні відомості
1960 року закінчив Чернівецький медичний інститут. Ухвалою Ради університету Дружби народів імені Патріса Лумумби від 21 травня 1973 року присуджено ступінь кандидата медичних наук. Першому в Новоселицькому районі надано звання хірурга вищої кваліфікаційної категорії. Тривалий час завідував хірургічним відділенням Новоселицької центральної районної лікарні. Відомий як новатор у впровадженні прогресивних методів лікування. На рахунку Дмитра Миколайовича близько двох тисяч операцій. Нині працює хірургом. Син Анатолій очолює хірургічне відділення.